# دهستان سیرچ
سیرچ، دهستانی از توابع بخش جوشان شهرستان گلباف در استان کرمان ایران است.

## جمعیت
براساس سرشماری سال ۱۳۸۵جمعیت آن ۲٬۶۰۰نفر (۶۷۲خانوار) بوده‌است.